# Gani Zhailauov
Gani Olzhabayuly Zhailauov (en kazajo: Ғани Олжабайұлы Жайлауов; Aral, 3 de agosto de 1985) es un deportista kazajo que compitió en boxeo.
Ganó una medalla de bronce en el Campeonato Mundial de Boxeo Aficionado de 2011, en el peso ligero. Participó en los Juegos Olímpicos de Londres 2012, ocupando el quinto lugar en el mismo peso.

## Palmarés internacional
| Campeonato Mundial | Campeonato Mundial | Campeonato Mundial | Campeonato Mundial |
| Año                | Lugar              | Medalla            | Categoría          |
| ------------------ | ------------------ | ------------------ | ------------------ |
| 2011               | Bakú (Azerbaiyán)  | Medalla de bronce  | 60 kg              |